# Mount Nicholas
Mount Nicholas är ett berg i Antarktis. Det ligger i Västantarktis. Argentina, Chile och Storbritannien gör anspråk på området. Toppen på Mount Nicholas är 1 465 meter över havet, eller 816 meter över den omgivande terrängen. Bredden vid basen är 6,7 km.
Terrängen runt Mount Nicholas är kuperad norrut, men söderut är den bergig. Trakten är obefolkad. Det finns inga samhällen i närheten.